# Kórógyi II. János
Kórógyi II. János (? – 1457. március 3. előtt) a Keléd nemzetségből származó, Valkó és Baranya vármegyében birtokos Kórógyi családból való magyar főnemes. 1447 és 1456 között macsói bán.

## Családja
A család nevét Kórógy váráról vette, melynek maradványai ma is láthatók az Eszéktől délre fekvő Csepin falu közelében. (Kórógy falu nem itt, hanem a Valkó mentén található.) A család birtokainak többsége az Alsó-Drávamentén volt. A család első ismert tagja Keléd (Cletus) volt, a további leszármazottak szűkebb értelemben három fia közül az egyiknek, I. Fülöpnek a leszármazottai. Ákos mester és Kézai Simon szerint Keléd Gottfried német lovag leszármazottja lett volna, aki 1130 körül Türingiából vagy Meissen tartományból érkezett Magyarországra. Ő birtokolta a IV. Béla királytól ajándékba kapott Pozsega megyei Orjava birtokot.

## Élete
Kórógyi Jánost 1411-től említik a források. 1434 végén Pozsonyban találkozott Vilim de Castellis bajor gróffal, és megújította vele állítólagos rokonságát. Vilim ezután arra az esetre, ha magának nem lenne utóda örökösének nyilvánította. Kórógyi ezután birtokosi címéhez gyakran hozzátette a „comes perpetuus de Castellis” (Castelis örökös grófja) megjelölést. 1439-ben kiváltságokat kért a Szentszéktől a kegyuraságához tartozó eszéki Szentháromság-plébániatemplom számára. 1439. október 27-én meghalt Albert király. Kórógyi ekkor Albert özvegyének Erzsébet királynénak a híveként a királyi tanács tagja lett. A magyar nemesség két pártra szakadt. A Habsburg-pártiak azt akarták, hogy Albert még meg sem született fiúutódja – a későbbi V. (Utószülött) László – kerüljön a magyar trónra. A nagyobb erőt képviselő és a pápa által is támogatott németellenes párt úgy vélekedett, hogy a fenyegető török veszély miatt az ország kormányzását nem lehet egy csecsemőre bízni, ezért Ulászló lengyel király magyar királlyá koronázását szorgalmazták. 1440. január 1-jén a budai országgyűlés Ulászlót választotta magyar királlyá.
Kórógyi János 1440-ben már a királyné udvarbírája volt. 1440. február 22-én Komáromban megszületett Habsburg Albert utószülött fia, László. Ezt követően Erzsébet királyné elutasította a magyar rendek javaslatait és az Ulászlóval kötendő házasságot. A magyar bárókból álló küldöttség 1440. március 8-án Krakkóban megegyezett Ulászlóval a magyar királlyá koronázás feltételeiről. 1440. május 15-én a három hónapos Lászlót Erzsébet Székesfehérváron királlyá koronáztatta. Ulászló május 19-én érkezett Budára. Az Ulászló-párti nemesek 1440. június 29-én érvénytelennek nyilvánították V. László koronázását és a börtönnel megfenyegetett Szécsi Dénes közreműködésével, egy alkalmi – a Szent István székesfehérvári ereklyetartójáról leszerelt – koronával 1440. július 17-én királlyá koronázták Ulászlót. Mivel a főurak többsége Ulászlót támogatta, az ország nagyobb részét ő ellenőrizte. Mindez belháború kezdetét jelentette.
Az Interregnum időszakában, mely Albert halálától Ulászló Budára érkezéséig tartott Kórógyi a macsói báni és a pozsonyi ispáni címet viselte. Kórógyi János Ulászló ellenfelei közé tartozott. A belháború egyetlen jelentős csatáját 1441. január elején Bátaszék mellett vívták, ahol a Hunyadi János szörényi bán vezette Ulászló-párti csapatok döntő győzelmet arattak Garai László Habsburg-párti serege felett. Thuróczy János krónikája szerint Kórógyinak sikerült elmenekülnie a harctérről.Ulászló hívei ezután kisebb ütközetekben fokozatosan szorították vissza a Habsburg-barát erőket.
I. Ulászló uralkodása idején Kórógyi kegyvesztett volt. Nemsokára azonban fordult a kocka, mert Ulászló 1444. november 10-én elesett a várnai csatában. Kórógyi ismét a királyi tanács tagja lett, majd 1447-ben macsói bánná nevezték ki, mely tisztséget egészen 1456-ig viselte. Közben 1448 és 1456 között Baranya vármegye főispánja, 1450 és 1456 között Pozsega vármegye főispánja, 1453 és 1455 között pedig Orbász vármegye főispánja is volt. Báni székhelye Eszéken volt, ahol Valkó, Baranya és a környező megyék egyházi intézményei közötti vitákban ítélkezett. A Bács vármegyei veresegyházi birtokot köszönetképpen az elvégzett szolgálataiért 1447-ben Hunyadi Jánosnak és fiainak adományozta.
1448 végén horvát és magyar nemesekkel együtt részt vett a Brankovics György szerb despotával folytatott tárgyalásokon Hunyadi fogságból való kiszabadításáról. Királyi követként 1449-ben Doborban találkozott István Tamás bosnyák királlyal, aki vállalta, hogy szövetséget köt vele a török elleni védekezés céljából. 1452 márciusában annak a küldöttségnek tagja volt, amely a bécsi országgyűlésen az osztrák nemességgel, valamint a cseh és morva nemesekkel megerősítve arra kényszerítette III. Frigyes német-római császárt, hogy engedje el őrizetéből a kiskorú V. Lászlót. 1454 decemberében Péterváradon találkozott Hunyadival, Garaival, Újlakival és másokkal, hogy megvitassák a törökellenes védelem stratégiáját. Eszékről 1456. február 8-án írt Kapisztrán Jánosnak a török haditerveivel kapcsolatos hírekről, amelyeket korábban a bosnyák király, a szerb despota és Szkander bég közölt vele. Amint azt Hunyadi János V. László királyhoz írt, július 24-i levelében említette az 1456-os török ostrom idején részt vett Nándorfehérvár védelmében. G. Tagliacozzo Kapisztrán János életrajzírója megjegyezte, hogy azért vett részt a csatában lovasságával, mert Nándorfehérvár a bánságához tartozott.
Utolsó éveire a királyság egyik leghatalmasabb bárója volt. Birtokai szülőföldjén Valkó vármegyében, Kórógyon, Eszéken, Baranyaváron és Harsányban, valamint a Temesvár melletti Cseriben feküdtek. 1453-ban átvette az ivánkaszentgyörgyi váruradalom felét, amelyet korábban a Hrapkói Botos családtól vett zálogba. Ebben az évben a Baranya megyei pécsváradi vár uraként említették, amely az azonos nevű bencés apátsághoz tartozott. A baranyai Karancs uraként 1442–43-ban a helyi szőlők miatt vitába került Maróti László macsói bánnal a szomszédos Vék birtok (Baranyabán mellett) tulajdonosával. 1449-ben a Tallóciak zálogba adták neki az Almás melletti Draszád birtokát, amelyet később végleg megszerzett. 1453-ban zálogotjogot kapott, majd 1454-ben meg is vásárolta Névnai Cseh Lászlótól a Valkó vármegyei Névna várát és uradalmát, Orjava várát és uradalmát, valamint a Pozsega vármegyei Tomicát, Hruscicát, Migalócot és más birtokokat.  1450-ben harmadik felesége, Garai Erzsébet jogán megszerezte a Kőrös vármegyei Drenovac várának és uradalmának felét. Ebből a házasságból született egy fia Gáspár, akivel 1453-54 között perben állt a cikádori bencés apátsággal az eszéki hajózási és kereskedelmi adók behajtási jogáról.